# In der Hitze der Nacht (Fernsehserie)
In der Hitze der Nacht (Originaltitel: In the Heat of the Night) ist eine US-amerikanische Fernsehserie, von der in den Jahren 1988 bis 1994 insgesamt 146 Folgen zu je 45 Minuten entstanden. Die Serie basiert auf dem gleichnamigen Spielfilm aus dem Jahr 1967.

## Handlung
Schauplatz ist die fiktive Kleinstadt Sparta in Mississippi. Dort sind mit dem mürrischen Polizeichef Gillespie und dem leitenden Detective Virgil Tibbs, der zuvor in Philadelphia tätig war, zwei sehr gegensätzliche Persönlichkeiten für die Verbrechensbekämpfung zuständig. Doch Gillespies Erfahrung und Tibbs’ moderne Techniken machen sie zu einem unschlagbaren Duo. In den Folgen werden eine Vielzahl von Problemen thematisiert, darunter Rassismus, Drogenmissbrauch, AIDS, Vergewaltigung, Inzest und Korruption.

## Hintergrund
Die Serie wurde in Deutschland von 1992 bis 1997 im Abendprogramm des Ersten erstausgestrahlt und zuletzt 2006 im Nachtprogramm wiederholt. Der Synchronsprecher von Carroll O’Connor war Gert Günther Hoffmann, für Howard Rollins sprach Walter von Hauff.
In Gastrollen traten u. a. Peter Fonda, Jean Simmons, Joe Don Baker, Tippi Hedren, Iman, Jerry Stiller, Louise Fletcher, Stacy Keach, Ken Kercheval, William Sadler und O. J. Simpson auf.
Regisseure der einzelnen Folgen waren u. a. Vincent McEveety, Russ Mayberry, Winrich Kolbe, Leo Penn, Larry Hagman, Reza Badiyi und David Hemmings.

## Darsteller
- Carroll O’Connor: William „Bill“ Gillespie, Chief/Sheriff
- Howard Rollins: Virgil Tibbs, Chief Detective
- Alan Autry: Bubba Skinner, Sergeant/Captain
- David Hart: Parker Williams, Sergeant
- Hugh O’Connor: Lonnie Jamison, Detective/Lieutenant
- Eugene Clark: Colby Burns, Detective (Staffeln 1–4)
- Anne-Marie Johnson: Althea Tibbs (Staffeln 1–6)
- Geoffrey Thorne: Wilson Sweet, Sergeant (Staffeln 1–6)
- Denise Nicholas: Harriet DeLong (Staffeln 2–8)
- Crystal Fox: Luanne Corbin, Sergeant (Staffeln 2–8)
- Lois Nettleton: Joanne St. John (Staffel 1)
- Carl Weathers: Hampton Forbes, Chief (Staffeln 7–8)
- Wilbur Fitzgerald: Gerard Darnelle, Staatsanwalt (Staffeln 2–8)
- Dan Biggers: Dr. Frank Robb